# الكسندر كامبل (سياسي)
الكسندر كامبل (بالإنجليزية: Alexander Campbell)‏ هو سياسي أمريكي، ولد في 4 أكتوبر 1814 في مقاطعة فرانكلين في الولايات المتحدة، وتوفي في 8 أغسطس 1898 في لاسال في الولايات المتحدة. حزبياً، نشط في الحزب الجمهوري. وقد انتخب عضو مجلس نواب إلينوي وانتخب عضو مجلس النواب الأمريكي.